# شيلدون مولدوف
شيلدون مولدوف (بالإنجليزية: Sheldon Moldoff)‏ مواليد 14 أبريل 1920 - الوفاة 29 فبراير 2012، كان فنان كتب قصص مصورة أمريكي. معروف بعمله في دي سي كومكس على شخصية هوكمان وشخصية هوك غيرل. عمل على قصص باتمان وشارك في صنع شخصية مستر فريز. فاز بجائزة إنكبوت في سنة 1991.

## أعمال
- أكشن كومكس
- أدفنشر كومكس
- سترينج أدفنشرز
- باتمان
- ديتكتيف كومكس
- المرأة المعجزة

## روابط خارجية
- شيلدون مولدوف على موقع IMDb (الإنجليزية)
- شيلدون مولدوف على موقع قاعدة بيانات الفيلم (الإنجليزية)